# Тростянец (футбольный клуб)
«Тростяне́ц» (укр. «Тростянець») — украинский футбольный клуб из одноимённого города в Сумской области. Основан в 2015 году. Домашние матчи проводит на стадионе им. В. Куца

## История
Клуб был создан в 2015 году, по инициативе городского главы Тростянца Юрия Бовы, на базе общественной организации «Спорт Тростянеччины». Финансовую поддержку оказали городская администрация и Тростянецкая шоколадная фабрика. Вскоре, после создания команда заявилась для участия в первенство Сумской области (вторая по уровню лига областного чемпионата). В 2018 году, после расформирования команды «Нефтяник-Укрнефть» из соседней Ахтырки, на базе её фарм-клуба «Нефтяник-2», выступавшего в высшей лиге чемпионата Сумской области, была сформирована команда «Тростянец», которая заняла его место в лиге. Коллектив же, игравший в первенстве Сумщины был переименован в «Тростянец-2» и получил статус второй команды клуба. Также существовал «Тростянец-3», выступавший в чемпионате Ахтырского района.
Лучшим достижением новосозданного «Тростянца» стало четвёртое место в чемпионате области и выход в финал областного кубка в 2018 году. В то же время «Тростянец-2», в первом, после реорганизации сезоне стал 4-м в первенстве области, а в следующем сезоне принял участие в высшей лиге Сумщины. Руководством клуба было принято решение из двух команд сформировать одну, по итогам предстоящего сезона 2019 года, в котором обе клубные команды выступали в высшей лиге областного чемпионата. В результате, «Тростянец-2», состоявший в основном из местных футболистов, завоевал серебряные награды лиги, а «Тростянец», в составе которого выступали преимущественно бывшие «ахтырчане» стал только пятым. В следующем сезоне обновлённая команда была заявлена для участия в Любительском чемпионате Украины (первоначально под названием «Тростянец-2», после первого круга была переименована в «Тростянец»), в котором заняла четвёртое место в своей группе. Параллельно клуб выступал в областных соревнованиях, в которых стал обладателем «золотого дубля», выиграв чемпионат и кубок Сумщины.
В 2021 году клуб прошёл аттестацию для участия во второй лиге чемпионата Украины. Дебютную игру на профессиональном уровне «Тростянец» провел 25 июля 2021 года, в Николаеве, сыграв вничью с местным муниципальным клубом, со счётом 1:1. Первый гол команды в профессиональных соревнованиях забил Андрей Слипухин.
В 2022 году, после вторжения в Украину российских войск руководством клуба было принято решение приостановить выступления в чемпионате Украины, однако уже в 2023 году команда продолжила участие во Второй лиге

## Достижения
- Чемпионат Сумской области
  - Победитель: 2020
  - Серебряный призёр: 2019
- Кубок Сумской области
  - Победитель (2): 2019, 2020

## Состав
| 1  | Флаг Украины | Вр  | Иван Дубовый      | 2004 |  |  |  |  |  |
| 91 | Флаг Украины | Вр  | Владислав Рябенко | 2003 |  |  |  |  |  |
|    |              |     |                   |      |  |  |  |  |  |
| 2  | Флаг Украины | Защ | Юрий Мизюк        | 1999 |  |  |  |  |  |
| 14 | Флаг Украины | Защ | Анатолий Клюс     | 1998 |  |  |  |  |  |
| 36 | Флаг Украины | Защ | Виталий Мороховец | 2003 |  |  |  |  |  |
| 44 | Флаг Украины | Защ | Семён Даценко     | 1994 |  |  |  |  |  |
| 88 | Флаг Украины | Защ | Даниил Парфёнов   | 2008 |  |  |  |  |  |
|    |              |     |                   |      |  |  |  |  |  |
| 5  | Флаг Украины | ПЗ  | Валерий Ольховик  | 2004 |  |  |  |  |  |
| 9  | Флаг Украины | ПЗ  | Андрей Слипухин   | 2000 |  |  |  |  |  |

| 10 | Флаг Украины | ПЗ  | Владислав Тишининов   | 2000 |  |  |  |  |  |
| 17 | Флаг Украины | ПЗ  | Вадим Таранушич ()    | 1998 |  |  |  |  |  |
| 30 | Флаг Украины | ПЗ  | Игорь Дувняк          | 2002 |  |  |  |  |  |
| 77 | Флаг Украины | ПЗ  | Станислав Деревинский | 2003 |  |  |  |  |  |
| 94 | Флаг Украины | ПЗ  | Богдан Волошко        | 2001 |  |  |  |  |  |
|    |              |     |                       |      |  |  |  |  |  |
| 11 | Флаг Украины | Нап | Евгений Проданов      | 1998 |  |  |  |  |  |
| 13 | Флаг Украины | Нап | Михаил Сергийчук      | 1991 |  |  |  |  |  |
| 78 | Флаг Украины | Нап | Владислав Шаповал     | 2001 |  |  |  |  |  |
| 99 | Флаг Украины | Нап | Максим Коваленко      | 2000 |  |  |  |  |  |

## Руководство
- Директор клуба: Иван Шевченко
- Спортивный директор: Богдан Есып

### Тренерский штаб
- Главный тренер: Юрий Бакалов
- Тренер: Владимир Прокопиненко
- Тренер вратарей: Александр Качоренко

## Главные тренеры
- Сергей Корытник (2015—2023)
- Валерий Шаповалов (2023—2024)
- Владимир Прокопиненко (2024, и. о.)
- Юрий Бакалов (2024—н. в.)